# 후사노촌
후사노촌(総野村)은 지바현 이스미군에 일찍이 존재했던 촌이다.

## 지리
- 현재의 가쓰우라시 북부에 해당한다.
- 보소구릉에 위치하여 마을의 대부분이 산으로 이루어진 지형이다.
- 마을은 이스미강 상류 지역에 위치하고 있다.

## 역사
- 1889년 4월 1일 - 정촌제 시행에 의해 이스미군 후사노촌이 성립하였다.
- 1955년 2월 11일 - 오키쓰정, 가쓰우라정, 우에노촌

## 인구
| 1891년 | 5,859 |
| 1917년 | 6,055 |
| 1945년 | 6,619 |

## 참고문헌
- 勝浦市史編さん委員会編『勝浦市史 通史編』、勝浦市、2006年
- 角川日本地名大辞典編纂委員会『가도카와 일본 지명 대사전 12 千葉県』、가도카와 쇼텐、1984年 ISBN 4040011201